# Peebles Castle
Peebles Castle ist eine abgegangene Hügelburg (Motte) in Peebles in der schottischen Council Area Scottish Borders.
Peebles wurde im 12. Jahrhundert von König David I. zum Royal Burgh gemacht. Die Burg aus derselben Zeit war eine hölzerne Motte. Sie wurde vermutlich bereits im Zuge der schottischen Unabhängigkeitskriege um 1334 von den Truppen Edward Balliols zerstört.
Heute ist von dem Gebäude nichts mehr erhalten, nur noch der natürliche Mound, auf dem sie stand. Er kam im 15. Jahrhundert in Besitz der Stadt Peebles.